# 勤美達國際
勤美達國際控股有限公司，簡稱勤美達國際（英语： China Metal International Holdings Inc，港交所：0319），是勤美集團旗下的一所上市公司，成立於1992年。勤美達國際主要從事設計、開發、製造及銷售訂製金屬鑄件，以供各行各業之用。

## 相關新聞
- 營業額止跌 勤美達目標看1.45元 （页面存档备份，存于）